# サンド礁

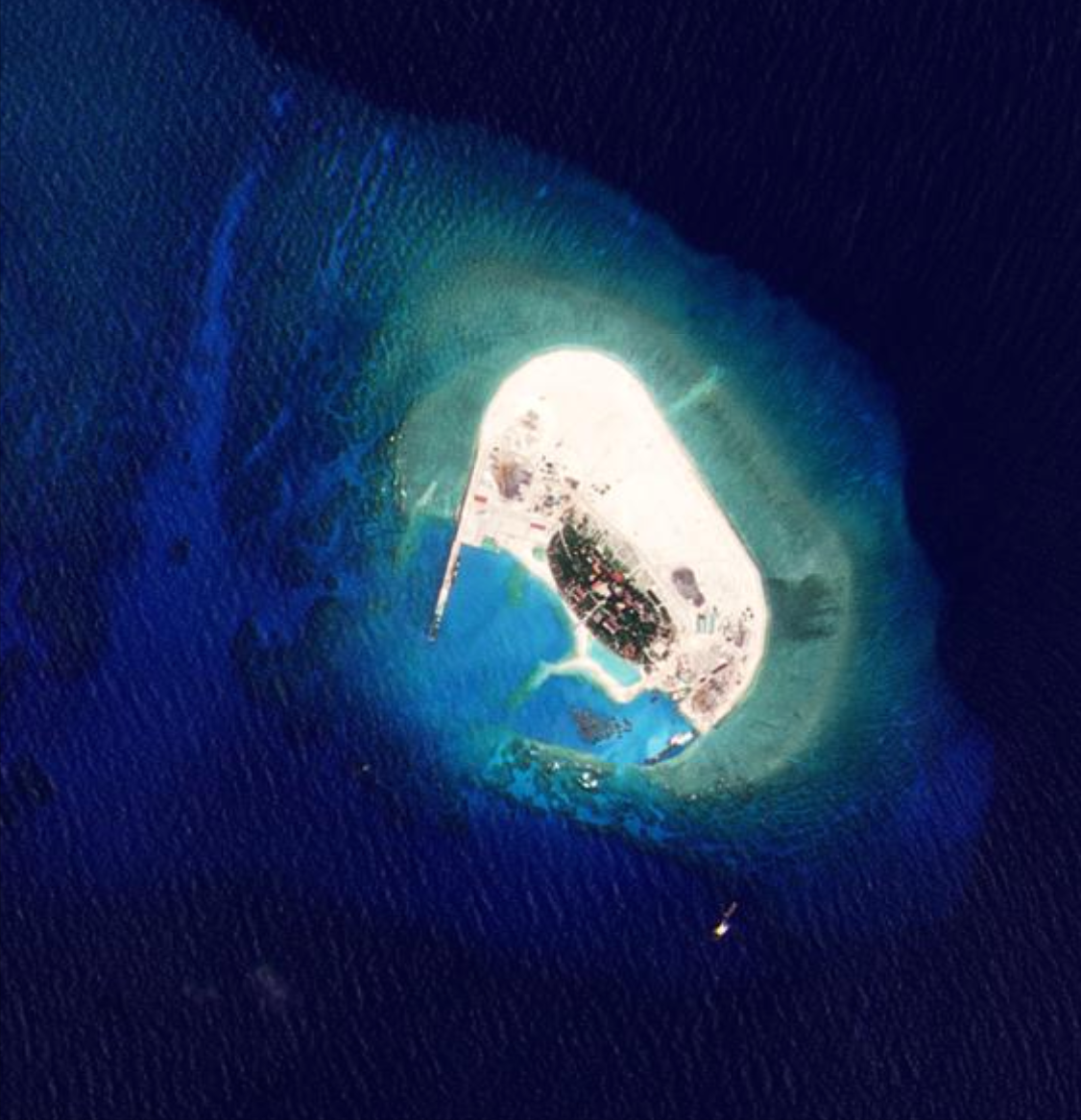
サンド礁

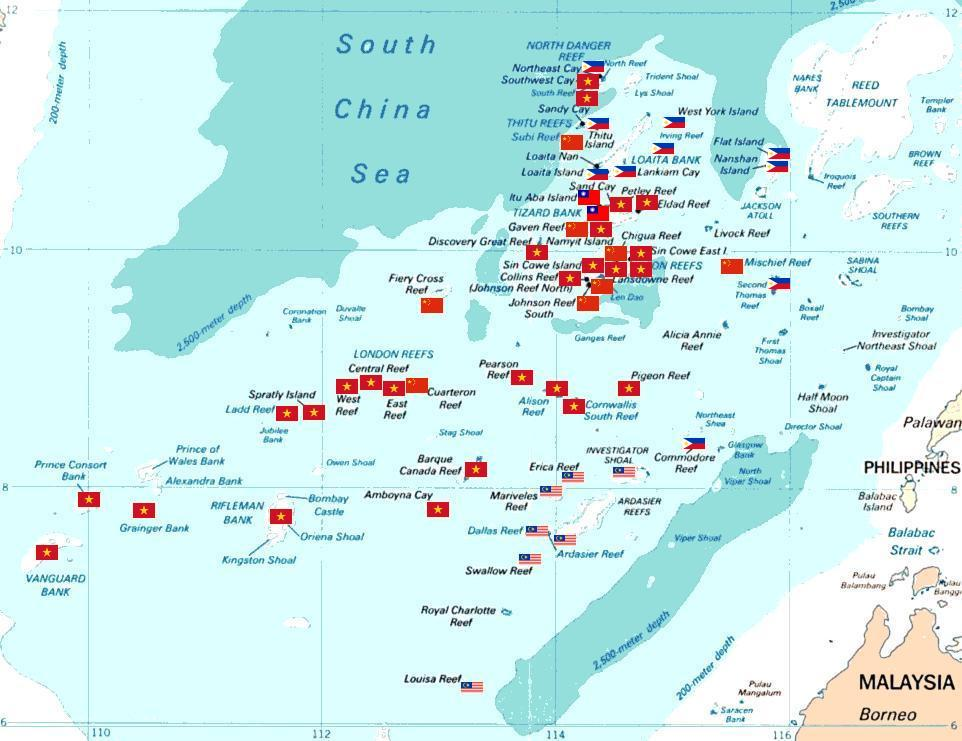
南沙諸島における南シナ海周辺諸国の実効支配状況

サンド礁（サンドしょう、英語：Sand Cay、ベトナム語：Đảo Sơn Ca / 島山歌、中国語: 敦謙沙洲）は、南沙諸島にある小島（キー）である。ベトナムが実効支配しているが、中華人民共和国、中華民国（台湾）、フィリピンも主権を主張している。旧称北小島。
元々は中華民国が支配していたが、1974年に中華民国国軍が台風によって撤退しているうちに、ベトナム共和国（南ベトナム）軍が島を実効支配した。ベトナムは、2011年8月から2015年2月までの間に、この小島で約2.1万m2の埋め立てを行っている。
中国名の敦謙沙洲は、第二次世界大戦後の1946年、日本から南沙諸島を接収した中華民国海軍中業軍艦艦長李敦謙から命名された。